# Ибн Джубайр

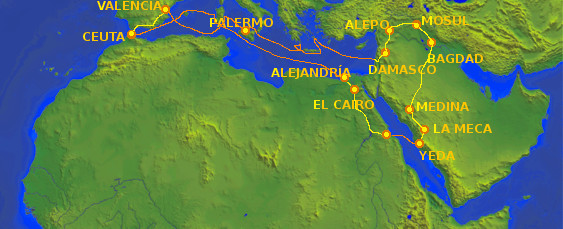
Путешествие ибн Джубайра от Сеуты до Мекки.

Мухаммед ибн Ахмед ибн Джубайр аль-Кинани (1145, Валенсия — 1217, Александрия) — арабский странствующий поэт, служивший при дворе наместника Альмохадов в Гранаде.
В 1183 году ибн Джубайр отправился на хадж в Мекку. Путешествие заняло два года. Проплыв по Средиземноморью, ибн Джубайр высадился в Александрии. В Египте он посетил пирамиды и видел Сфинкса. Обратно вернулся через Мосул, Алеппо и Палермо. Путевой дневник ибн Джубайра переведён на русский язык.
В 1189—1191 годы ибн Джубайр вновь ездил на восток, однако подробности этой поездки неизвестны. Во время третьего путешествия, предпринятого в 1217 году, поэт умер. Из его поэтических сочинений сохранилась касыда с посвящением Саладину.

## Текст путешествия
- Ибн Джубайр. Путешествие просвещенного писателя, добродетельного, проницательного Абу-л-Хусайна Мухаммада ибн Ахмада ибн Джубайра ал-Кинани ал-Андалуси ал-Баланси / Пер. с араб., вступ. ст. и примеч. Л. А. Семёновой; Отв. ред. С. Х. Кямилев; Институт востоковедения АН СССР. — М.: Наука. Главная редакция восточной литературы, 1984. — 296 с. — 5000 экз.
  - Вступительная статья.
  - Часть 1.
  - Часть 2.
  - Часть 3.
  - Часть 4.
  - Часть 5.
  - Часть 6.
  - Литература. Восточная литература. Дата обращения: 4 марта 2011.